# ちゅうぎんフィナンシャルグループ
ちゅうぎんフィナンシャルグループは、岡山県岡山市北区に本店を置く中国銀行を傘下に収める金融持株会社。東証プライム上場企業。

## 概要
2022年9月15日に金融庁が設立認可、10月3日持株会社（単独株式移転による完全親会社）として設立した。設立に際しグループ内再編として、中国銀行が有する一部の子会社株式につき現物配当を受け、直接出資の子会社とした。

## 沿革
- 2022年（令和4年）10月3日 - 中国銀行の単独株式移転により設立。

## グループ会社
9社:中国銀行以外は以前の中国銀行の子会社
- 中国銀行
- 中銀リース
- 中銀カード
- 中銀アセットマネジメント
- 中銀証券
- せとのわ
- ちゅうぎんキャピタルパートナーズ
- ちゅうぎんヒューマンイノベーションズ
- Cキューブ・コンサルティング

## 提供番組
- めざましテレビ（岡山ローカル・2024年12月 - ）
- RSKイブニングニュース（岡山ローカル・2025年1月 - )